# Déborah Lukalu
Deborah Lukalu, née le 24 mars 1994 à Lubumbashi, est une auteure-compositrice-interprète congolaise .

## Biographie

### Carrière
En 2015, Deborah Lukalu sort un EP intitulé Law Breaker. L'année suivante, en mai 2016, elle enregistre son premier album Overflow à l’occasion d’un concert au Johannesburg Theatre.

### Vie privée
Deborah Lukalu vit à Atlanta, aux États-Unis, avec son mari Cédric Kaseba.

## - Call me favor: 2018
- trust in the storm : 2022
- Law Breaker, 2015
- Overflow, 2016